# Patrick Fugit
Patrick Raymond Fugit (Salt Lake City, 27 oktober 1982) is een Amerikaans acteur van Ierse afkomst. Hij werd in 2001 voor een Screen Actors Guild Award genomineerd samen met de hele cast van Almost Famous, waarin hij als jeugdige muziekjournalist William Miller een hoofdrol speelde.
Fugits rol in Almost Famous uit het jaar 2000 was tevens zijn debuut op het witte doek, nadat hij eerder te zien was in de televisiefilms Legion of Fire: Killer Ants! (1998) en Stray Dog (1999). Sindsdien was hij te zien in meer dan vijftien bioscooptitels. Daarnaast had Fugit eenmalige gastrolletjes in onder meer Touched by an Angel en House. De eerste serie waarin hij een personage speelde dat in meerdere afleveringen opduikt, was ER.

## Filmografie
*Exclusief televisiefilms
- Robert the Bruce (2019)
- A Name Without a Place (2019)
- First Man (2018)
- Alex & The List (2017)
- Queen of Earth (2015)
- The Strongest Man (2015)
- Gone Girl (2014)
- Thanks for Sharing (2012)
- We Bought a Zoo (2011)
- Cirque du Freak: The Vampire's Assistant (2009)
- Horsemen (2009)
- The Good Life (2007)
- Bickford Shmeckler's Cool Ideas (2006)
- Wristcutters: A Love Story (2006)
- The Moguls (2005)
- Dead Birds (2004)
- Saved! (2004)
- White Oleander (2002)
- Spun (2002)
- Almost Famous (2000)

## Televisieseries
*Exclusief eenmalige rollen
- Treadstone - Stephen Haynes (2019, zes afleveringen)
- Outcast - Kyle Barnes (2016-2017, twintig afleveringen)
- Full Circle - Paulie Parerra (2015, vijf afleveringen)
- ER - Sean Simmons (2003, drie afleveringen)

- Bibliothèque nationale de France: cb15024722g (data)
- International Standard Name Identifier: 0000 0001 1460 7266
- Library of Congress Control Number: no2002040237
- Nationale Bibliotheek van Tsjechië: xx0081470
- Nationale Bibliotheek van Israël: 987007424365105171
- Nederlandse Thesaurus van Auteursnamen: 320491714
- Système universitaire de documentation: 200239988
- Virtual International Authority File: 42121274
- WorldCat: E39PBJjXjfMVfyPcYvQWvWFxjC